# Rózsafüzér királynője székesegyház (Manizales)
A kolumbiai Manizalesben található Rózsafüzér királynője székesegyház a Manizalesi főegyházmegye központi temploma. A 20. század első felében épült neogótikus székesegyház évtizedeken át az ország legmagasabb épülete volt.

## Története
Azon a helyen, ahol a mai székesegyház áll, már a város alapításának évében, 1849-ben emeltek egy egyszerű, fából és szalmából készült templomot, majd 1869-ben egy újabbat, immár valamivel tartósabb anyagokból. Ez az épület azonban az 1875 és 1886 közti sorozatos földrengések következtében annyira megrongálódott, hogy le kellett bontani, így 1897-re egy harmadik, ezúttal fából készült templomot építettek a helyén. 1900-ban XIII. Leó pápa székesegyházi rangot adományozott ennek a templomnak, egyúttal megszületett a Manizalesi egyházmegye is. Egy 1926-os tűzvészben viszont ez a fatemplom is megsemmisült, ezért most már negyedik alkalommal vált szükségessé a templomépítés. Az elpusztult épület mását egyébként később Chipre városrészben építették fel.
A székesegyház újjáépítésére rögtön a tűzvész után létrehoztak egy bizottságot, majd kiírtak egy nemzetközi pályázatot az épület terveinek elkészítésére. A győztes végül a francia Julien Polti lett, akinek tervei alapján 1928. február 5-én ünnepélyes alapkőletétellel kezdődött meg az építkezés, amelynek kivitelezője az olasz Papio-Bonarda és Társa(i) volt. A vasat és a cementet Dániából, Hollandiából és az Amerikai Egyesült Államokból hozták, mivel ezeket helyben nem lehetett beszerezni. Léteznek olyan számítások, amelyek szerint az építkezés akár 3 év és 8 hónap alatt befejezhető lett volna, de végül számos megakadás és késedelem miatt végül csak 11 év alatt készült el az épület. A munkálatokban körülbelül 200 munkás vett részt, az anyagi fedezetet pedig az egyházmegye saját forrásai mellett adományokól biztosították: ezek gyűjtésében Adolfo Hoyos Ocampo atya volt az egyik fő mozgatórugó. Az épület külső faragványait nagyrészt az olasz Alideo Tazzioli Fontanini szobrászmester készítette: köztük volt egy 6 tonnás, 6 méter magas Krisztus-szobor is, amellyel a központi tornyot díszítették, ez azonban 1962. július 30-án egy földrengés következtében megsemmisült, csakúgy, mint a másik négy tornyot díszítő Szent Ferenc-, Szent Márk-, Szent Pál- és Szent Ágnes-szobor, valamint maga az északnyugati torony. Ezt jóval könnyebb építőanyagokból, vasszerkezettel építették újjá, és 1990-ben szentelték fel. 1993-ban a tornyokon új szobrokat szenteltek fel: ezek Keresztelő Szent Jánost, Limai Szent Rózát, Claver Szent Pétert és Vianney Szent Jánost ábrázolják.
Az épület 2014-ben külső díszkivilágítást is kapott, amerikai gyártmányú orgonáját 2015-ben avatták fel.

## Leírás
A székesegyház Manizales történelmi belvárosában, a négyzet alakú Bolívar tér déli oldalán áll. Nyugaton a 22., keleten a 23. utca (calle), míg délen a 23. út (carrera) határolja. A neogótikus (de neoromanikus és bizánci stílusjegyeket is viselő) templom mintegy 5000 férőhelyes, alapterülete 2300 vagy 2500 m², 106 méteres magasságával pedig Kolumbia legmagasabb székesegyháza. Északi főbejárata fölött egy nagy rózsaablak található, afölött pedig a fő torony emelkedik, amelyen kívül még négy másik tornya is van az épület négy sarkán (a két északi torony 62 méter magas). A második szinten működik (a templom számos díszének készítőjéről elnevezett) Tazzioli kávéház, 96 méteres magasságban pedig egy kilátót alakítottak ki, ahonnan 360°-os panoráma nyílik a városra. Ezt falépcsőinek megrongálódása miatt 1979-ben bezárták, és csak 2008-ban nyitották meg újra, miután megépült egy 395 fokos fém csigalépcső és egy lift. A kilátó manapság több alkalommal lánykérések, sőt, esküvők helyszíne is.
A templomnak összesen 141 színes üvegablaka van, amelyek részben a cali Casa Velascóban, részben olasz, francia és holland műhelyekben készültek. Ezen alkotások közül kiemelkedik például a Jézus megkeresztelése, az Utolsó vacsora (mindkettő Hollandiából jött), a Levétel a keresztről (Franciaország, 1878), a Megváltás ablaka (három nagy részből áll, Caliban készült), a Megtestesülés ablaka (mint az előző) és a központi rózsaablak, amely szintén Caliból származik, és a spanyol Mario de Ayala Moya műve.
A főoltárt fedő, 14 méter magas, 4 aranyozott oszlopon álló, 64 faragott faképet tartalmazó baldachint a portugál Joachim Santos tervezte, Olaszországban készült a Casa Stuflesserben, és 1948-ban érkezett Kolumbiába, ahol a manizalesi Hernando Carvajal rakta össze. A Bolívar térre nyíló három főkapu értékes bronzmunka: ezeket 1961-ben és 1962-ben hozták Londonból.

## Képek

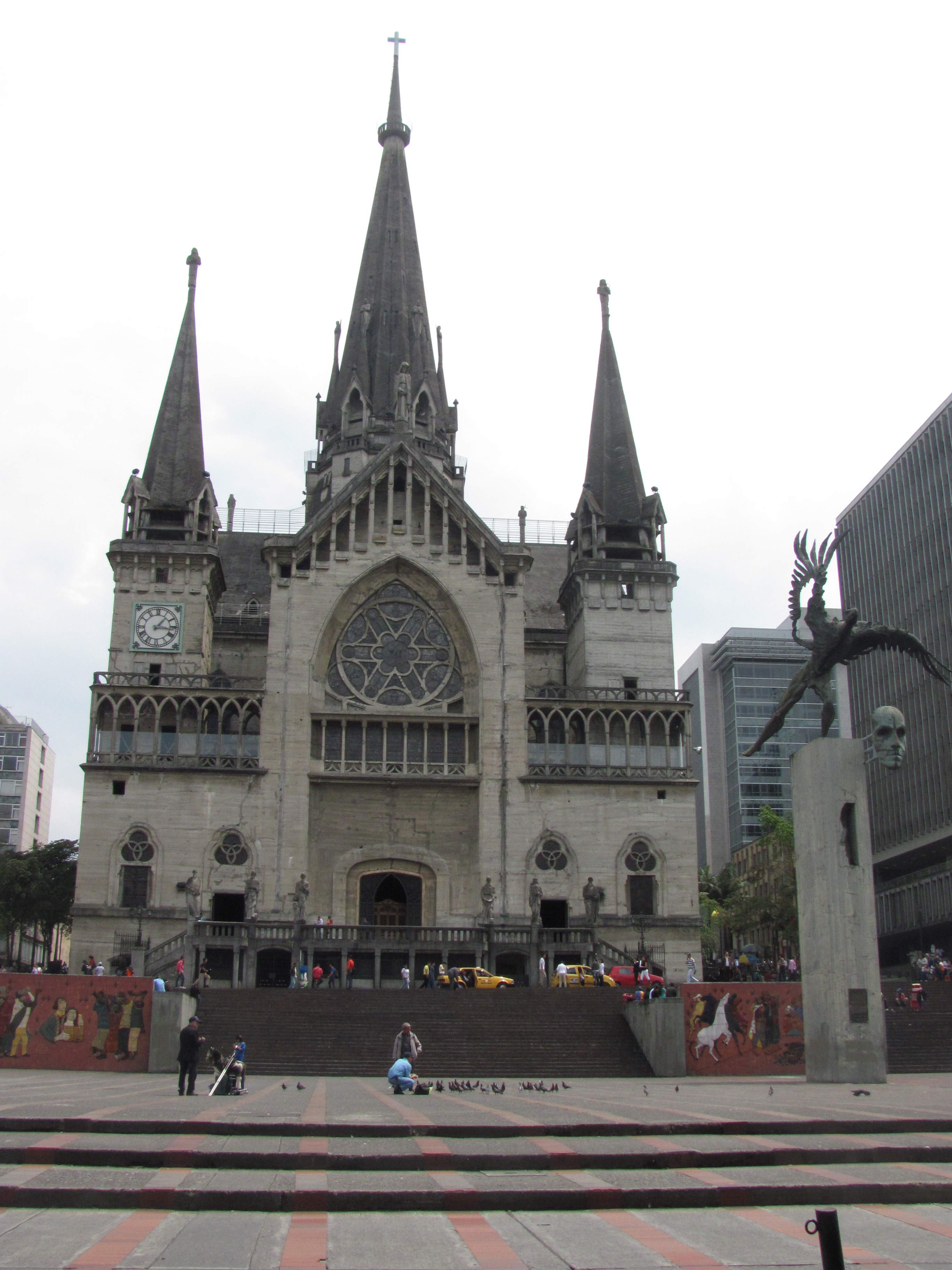
A templom a Bolívar tér irányából nézve
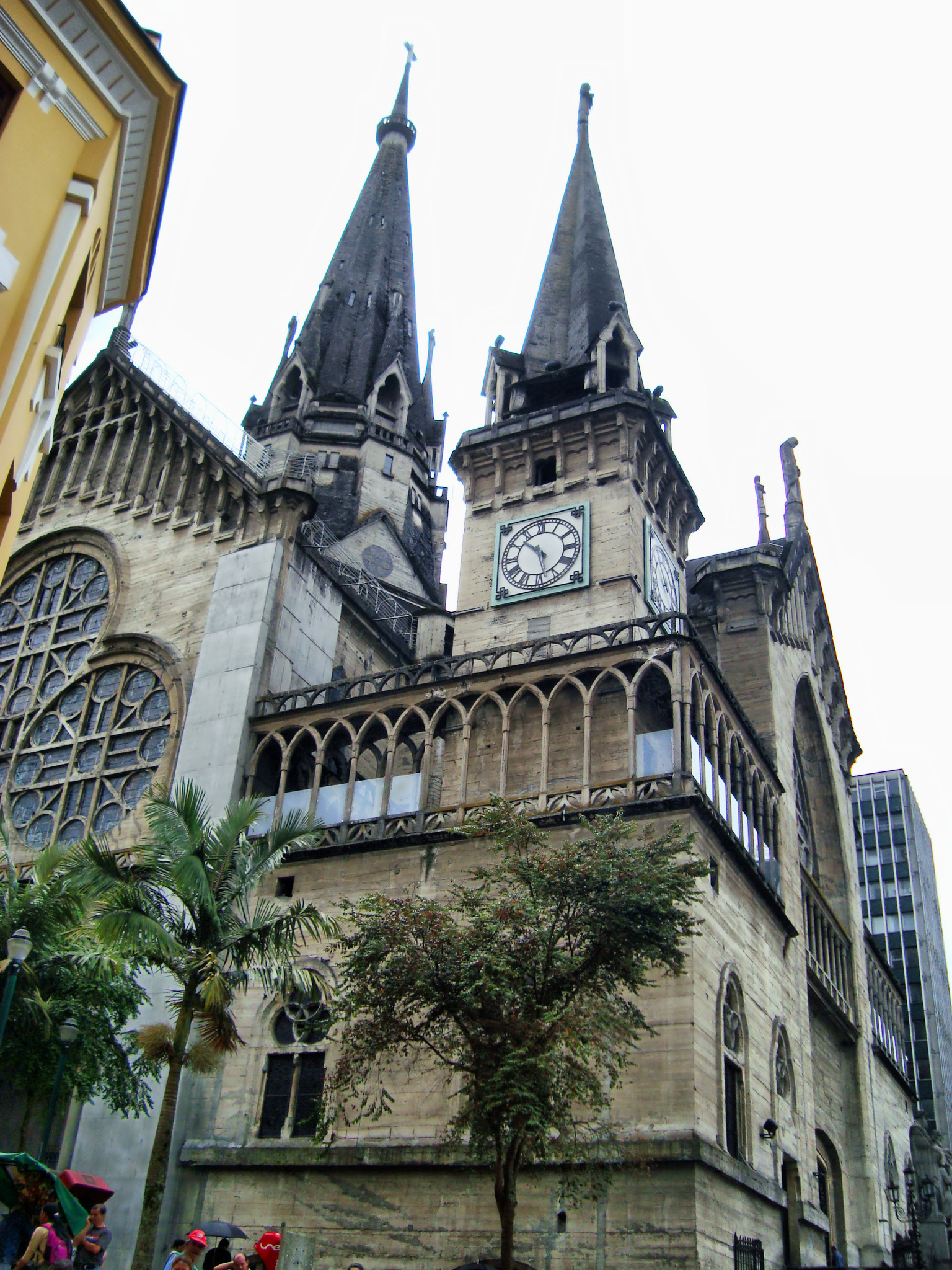
Részlet
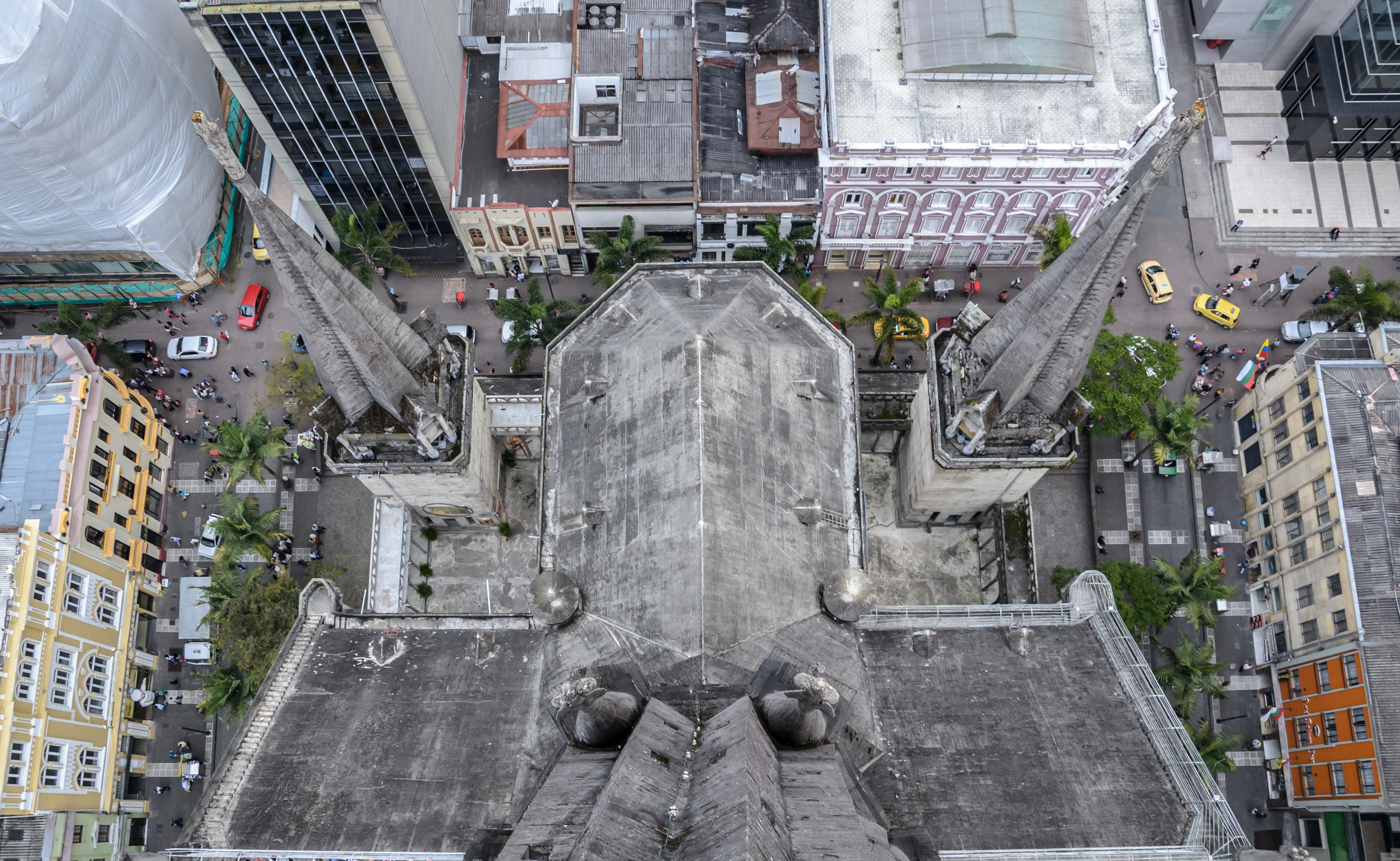
Hátsó része felülről
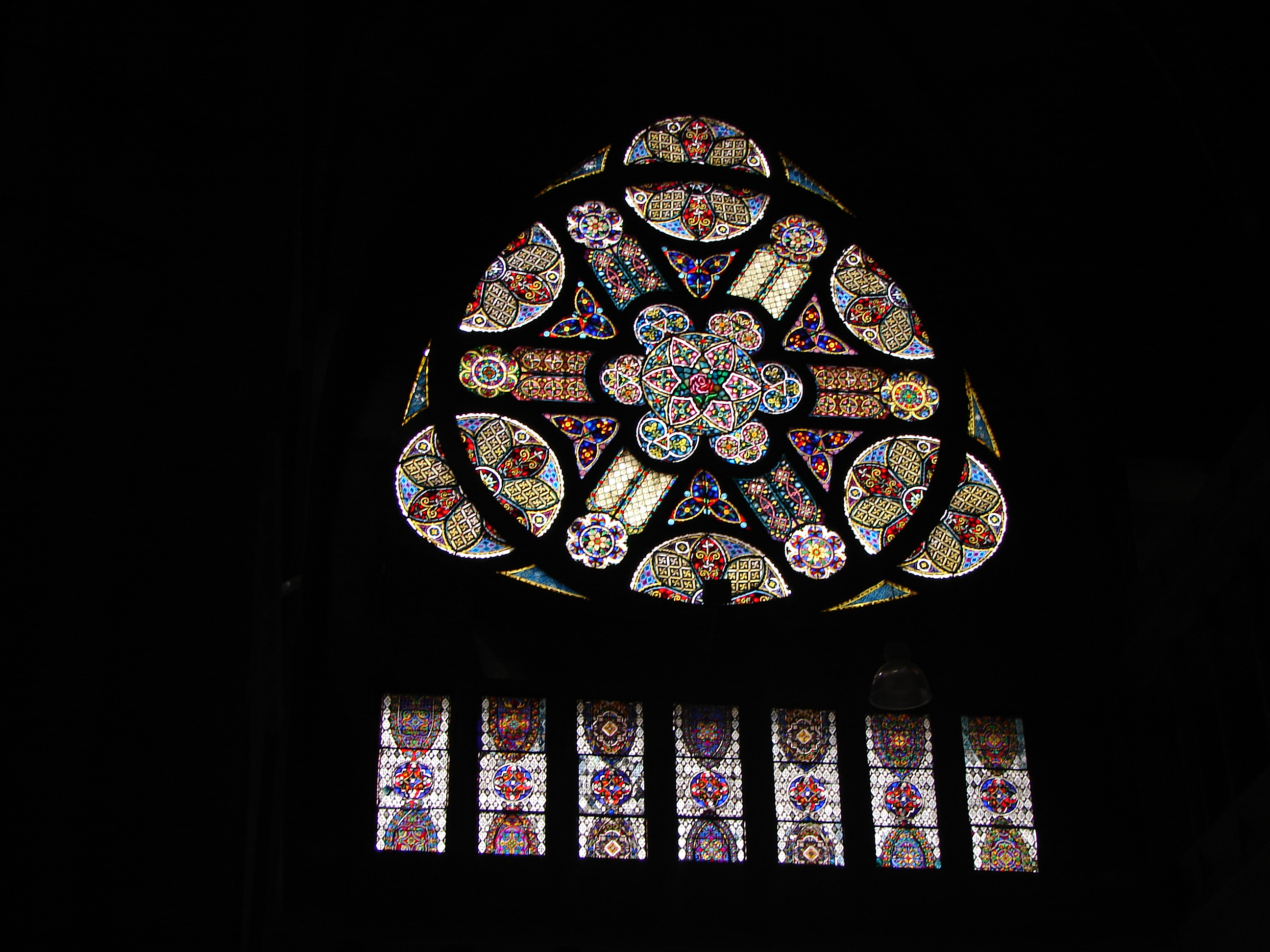
Színes üvegablakok